# Sanctuaire des chimpanzés de Bafoulabé
Le sanctuaire des chimpanzés de Bafoulabé est un espace de préservation des chimpanzés (Pan troglodytes troglodytes) situé dans le cercle de Bafoulabé, région de Kayes au Mali. 
Créé en 2002, il couvre une superficie de 67 200 hectares et concilie la protection des chimpanzés avec la présence de villages au sein du sanctuaire.